# 池恩瑞
池恩瑞（지은서、Ji Eun-seo、池恩書、善智友）（ 1987年5月2日－ ）是韓國前電影女演員。

## 經歷
- 2007年移民美國，在洛杉磯以戲劇演員身份出道。
- 2012年移民美國，最後在洛杉磯以話劇演員身份出道，後回到韓國首爾，才以話劇演員身份出道。
- 2015年通過在韓國首爾出道，在《喀什》（2015）中飾演20多歲的Sera正式出道。

池恩瑞出生於1987年，池恩瑞身高160cm，體重43kg。
池恩瑞出演了電影“Kasi”和“In-the-Knowing”，尤其是在“Gong Instant Color”(2015) 中廣為人知。

## 主要作品
- 《玩轉色彩》（색에 놀다、顏色、Play in Colors） (2017)
- 《毒梟》（2017）-船上派對女郎
- 《致命女角頭》 (2017) - 女士 1 角色
- 《 VIP 》（2017）-女角
- 《内情》（속사정，The Inside）（2017）-李秀妍
- 《寡糖电影》（올리고당더무비）（2017），是盧鎮秀指導，由李采潭、韓世雅、池恩瑞、金花媛主演。該電影於2017年6月16日在韓國上映。
- 《真實》（2016）- 封閉房間俱樂部癮君子角色
- 《不速之客：嘉賓》（불청객- 반가운손님；The Uninvited - A Welcome Guest；不速之客：嘉賓）（2016），池恩瑞在《不速之客》中飾演沉恩鎮丈夫的外遇對象“米拉”。
- 《先性後愛》（2017）
- 《交換的一天》（2017）
- 《化學反應》（2016）
- 《聚会的目的2》（동창회의 목적 2 ）（2016）
- 《聚会的目的3》（동창회의 목적 3 ）（2018）
- 《青春學堂2: 寄生和野史》（2016）飾演昭香
- 《家教高級課程》（2015）
- 《空即是色》(2015) - 徐英珠
- 《荆棘》（2015）- 20多歲的Sera角色
- 《緋聞III》

## 主要活動
出演《外婆外傳》時池恩瑞說：“演戲的時候在某個領域有點小名氣，但因為在那些電影中有一些曝光，所以加上了‘情色女演員’這個詞。在我的名字前面，那個修飾語是不公平的。我很生氣，”她說。她抱怨說，“成人電影中有單獨的AV類型，但兩者截然不同”，“因為那些把它們等同起來的人，‘情色演員’這個形容詞對我來說太過分了。”此外，池恩瑞表示：“通過合作演員認識的男藝人看了電影后聯繫了我。更重要的是，他表達了自己的不滿”。

## 軼事
作為成年演員出道的她成為了SNS和女性社區的熱門話題，獲得了極高的認可度。

## 腳注
1. ↑  .   [2022-12-10]. （原始内容存档于2022-12-10）.